# 10 Brygada Ochrony Pogranicza
 10 Brygada Ochrony Pogranicza – zlikwidowana brygada w strukturze organizacyjnej Wojsk Ochrony Pogranicza pełniąca służbę na granicy polsko-niemieckiej.

## Formowanie i zmiany organizacyjne
10 Brygada Ochrony Pogranicza JW 1796 (Zarządzenie SzSG Nr 053/Org. 30 marca 1946) została sformowana w 1948 na bazie Poznańskiego Oddziału WOP nr 2, na podstawie rozkazu MON nr 055/org. z 20 marca 1948. Brygada posiadała trzy bataliony, a stan etatowy wynosił 1008 żołnierzy i 11 pracowników cywilnych.
Podporządkowana została Głównemu Inspektoratowi Ochrony Pogranicza. Zaopatrzenie nadal realizowane było przez kwatermistrzostwo okręgu wojskowego. Rozkazem Ministra Obrony Narodowej nr 205/Org. z 4 grudnia 1948, z dniem 1 stycznia 1949, Wojska Ochrony Pogranicza podporządkowano Ministerstwu Bezpieczeństwa Publicznego. Zaopatrzenie brygady przejęła Komenda Wojewódzka MO.
Sztab brygady stacjonował w Krośnie Odrzańskim.
Aby nadać ochronie granic większą rangę, podkreślano wojskowy charakter formacji. Od 1 stycznia 1950 powrócono w nazwach jednostek do wcześniejszego określania: „Wojska Ochrony Pogranicza”. 1 stycznia 1951 weszła w życie nowa numeracja batalionów i brygad Wojsk Ochrony Pogranicza. Na bazie 10 Brygady Ochrony Pogranicza powstała 9 Brygada WOP.

## Struktura organizacyjna
W 1948:
- Dowództwo, sztab i pododdziały dowodzenia
- Szkoła podoficerska
- samodzielny batalion ochrony pogranicza nr 32 (JW 1742) – Gubin
- samodzielny batalion ochrony pogranicza nr 34 (JW 1786) – Słubice
- samodzielny batalion ochrony pogranicza nr 36 (JW 1821) – Słońsk.

Etat brygady przewidywał: 3 bataliony, 1008 wojskowych i 11 pracowników cywilnych.
Na terenie odpowiedzialności brygady funkcjonowało sześć GPK:
- Graniczna Placówka Kontrolna nr 5 „Gubin” (kolejowa)
- Graniczna Placówka Kontrolna nr 6 „Krosno Odrzańskie” (rzeczna)
- Graniczna Placówka Kontrolna nr 7 „Rypin” (kolejowa)
- Graniczna Placówka Kontrolna nr 8 „Słubice” (drogowa)
- Graniczna Placówka Kontrolna nr 9 „Kostrzyn” (rzeczna nad Wartą)
- Graniczna Placówka Kontrolna nr 10 „Kostrzyn” (kolejowo-drogowa).

## Sztandar brygady
Poprzednik brygady, 2 Oddział Ochrony Pogranicza otrzymał sztandar w pierwszą rocznicę powstania. Wręczenie sztandaru odbyło się w Krośnie Odrzańskim 13 października 1946 z udziałem ministra obrony narodowej, marszałka Polski Michała Roli-Żymierskiego, wiceministra obrony narodowej gen. dyw. Mariana Spychalskiego, szefa Departamentu Ochrony Pogranicza gen. bryg. Gwidona Czerwińskiego i dowódcy Poznańskiego Okręgu Wojskowego gen. dyw. Wsiewołoda Strażewskiego.
Sztandar wręczono dowódcy oddziału ppłk. Walerianowi Kuczyńskiemu. Na lewej stronie płatu, nad hasłem: "ZA POLSKĘ, WOLNOŚĆ I LUD" umieszczony został napis "dar ziemi lubuskiej", a w rogach tej strony płatu - herby miast. 2 Oddział Wojsk Ochrony Pogranicza z dniem 1 stycznia 1949 został przemianowany na 10 Brygadę Ochrony Pogranicza. W tym czasie dokonano zmian na sztandarze, na jego prawej stronie, w miejsce napisu "II O.O.P." zostały wyhaftowane cyfry i skrót nowej nazwy jednostki, tj. "10 B.O.P.". W kolejnych reorganizacjach brygada zmieniała nazwy i numer, wzór ten przetrwał do czasu otrzymania nowego sztandaru wzoru 1955.

## Dowódcy brygady
- ppłk Filip Kujun (od 28.10.1946–17.05.1949)[11]
- ppłk Zygmunt Tarnowski.

## Przekształcenia
2 Oddział Ochrony Pogranicza → 2 Poznański Oddział WOP → 10 Brygada Ochrony → 9 Brygada WOP → 9 Lubuska Brygada WOP → Lubuska Brygada WOP → Ośrodek Szkolenia WOP w Krośnie Odrzańskim → Lubuski Oddział Straży Granicznej → Nadodrzański Oddział Straży Granicznej.